# Селф, Кит
Кит Алан Селф (англ. Keith Alan Self; род. 20 марта 1953, Филадельфия, Пенсильвания) — американский политический деятель, член Палаты представителей США от Техаса с 3 января 2023 года.

## Биография
Родился 20 марта 1953 года в военном госпитале города Филадельфия, штат Пенсильвания, США. Окончил среднюю школу в Амарилло, штат Техас, а в 1975 году получил степень бакалавра технических наук в Военной академии США.

## Карьера
с 1975 по 1999 год Селф служил в армии США и был членом армейского спецназа и армейских рейнджеров. Он проходил службу в Катаре, Египте, Германии, Афганистане и Бельгии.
В 2002 году он был кандидатом на место уходящего в отставку конгрессмена Дика Эрми, но не прошёл во второй тур и едва не прошёл во второй тур. Спустя некоторое время Селф был избран окружным судьёй в округе Коллин, штат Техас, где работал с 2007 по 2018 год. В марте 2022 года он был кандидатом в Палату представителей от 3-го избирательного округа Техаса на республиканских праймериз, заняв второе место после действующего конгрессмена Вана Тейлора и выйдя во второй тур, назначенный на май . Однако, Тейлор снял свою кандидатуру по семейным обстоятельствам, что привело Селфа к победе на всеобщих выборах в ноябре.